# Cesáreo Estébanez
Cesáreo Estébanez Bueno (Palazuelo de Vedija, Valladolid, 20 de febrero de 1941-Alcalá de Guadaíra, 30 de diciembre de 2018) fue un actor español.

## Biografía
Cesáreo Estébanez Bueno nació en Palazuelo de Vedija (Valladolid), una localidad de la comarca de Tierra de Campos cercana a Medina de Rioseco.
Creció en Palencia, para posteriormente residir en la localidad sevillana de Alcalá de Guadaíra, de la que fue nombrado hijo adoptivo.
Entre sus múltiples apariciones televisivas cabe destacar su interpretación del agente Romerales en la serie Farmacia de Guardia. En ella, Cesáreo Estébanez encarnaba a un despistado y malhumorado agente de policía que solía visitar la farmacia junto con su compañera para avanzar en sus investigaciones. El agente Romerales era uno de los personajes secundarios más icónicos de la serie llegando a tener una muletilla propia: "¡Para dentro, Romerales!", frase que el resto del elenco exclamaba cuando intentaba salir de la farmacia empujando la puerta.

## Filmografía

### Largometrajes
- Luces de bohemia (1985), de Miguel Ángel Díez.
- La guerra de los locos (1987), de Manolo Matji.
- Luna de lobos (1987), de Julio Sánchez Valdés.
- El Lute II: mañana seré libre (1988), de Vicente Aranda.
- Malaventura (1988), de Manuel Gutiérrez Aragón.
- Soldadito español (1988), de Antonio Giménez Rico.
- Si te dicen que caí (1989), de Vicente Aranda.
- La fuente de la edad (1991), de Julio Sánchez Valdés.
- Después del sueño (1992), de Mario Camus.
- ¡Dispara! (1993), de Carlos Saura.
- Canela que tú me dieras (1995), de Gustavo Ferrada.
- El rey del río (1995), de Manuel Gutiérrez Aragón.
- La sal de la vida (1996), de Eugenio Martín.
- El perro del hortelano (1996), de Pilar Miró.
- El amor perjudica seriamente la salud (1996), de Manuel Gómez Pereira.
- La vuelta de El Coyote (1998), de Mario Camus.
- Todas hieren (1998), de Pablo Llorca.
- Pleno al quince (1999), de Josecho San Mateo.
- 800 balas (2002), de Álex de la Iglesia.
- La vida mancha (2003), de Enrique Urbizu.
- El coche de pedales (2004), de Ramón Barea.
- Atún y chocolate (2004), de Pablo Carbonell.
- El horrible crimen ritual de la calle Tribulete (2004), de José María Benítez.
- El Secreto de la Abuela (2005), de Belén Anguas.
- El triunfo (2006), de Mireia Ros.
- Películas para no dormir: La habitación del niño (2006), de Álex de la Iglesia.
- La noche de los girasoles (2006), de Jorge Sánchez-Cabezudo.
- 4.000 euros (2008), de Richard Jordan.
- La última toma (2018), documental de Jesús Ponce.

### Cortometrajes
- No somos nadie (1986), de Nicolás Muñoz Avia.
- Perro (2003), de Manuel Feijóo.
- La mirada de un actor (2004), de Rafael Portillo.
- Remordimientos (2004), de Rafael Portillo.
- Amigo no gima (2004), de Iñaki Peñafiel.
- La canción de Marta (2004), de Abbé Nozal.
- El Chupinazo (2005), de Eva Patricia Fernández.
- Tocata y fuga (2006), de Álex O'Dogherty.
- Fascículos (2006), de Óscar Pedraza.
- El epígrafe API (2008), de Salvador Cuevas.
- El paseo de los melancólicos (2014), de  Nacho Casado.

### Televisión
- Estudio 1 (1977).
- Vísperas (1987).
- La forja de un rebelde (1990).
- Farmacia de guardia (1991-1995), en el papel de Romerales.
- Menudo es mi padre (1996).
- Turno de oficio: diez años después (1987).
- Médico de familia (1998).
- 7 vidas (2000).
- Periodistas (1998-2002).
- Manolito Gafotas (2004).
- Hospital Central (2004 y 2007).
- Los hombres de Paco (2005).
- Escenas de matrimonio (2008), en el papel de Cesáreo.
- Dos de Mayo: libertad de una nación (2008).
- Padre Medina (2009), en el papel del padre Primitivo García.
- Con el culo al aire (2012), en el papel de Serafín.
- Gran Reserva: El origen (2013) como Teodoro Ortega, policía de Lasiesta.
- Diamanatino (2016) como Cardenal Bueno Monreal.

## Teatro
- Romance de lobos (1970), de Jacinto Benavente.
- El círculo de tiza caucasiano (1971), de  Bertolt Brecht.
- Misericordia (1972), de Benito Pérez Galdós.
- La feria de Cuernicabra (1975), de Alfredo Mañas.
- Historia de un caballo (1979).[4]
- El sueño de una noche de verano (1986), de William Shakespeare.[5]
- Dios está lejos (1987), de Marcial Suárez.
- Julio César (1988), de William Shakespeare.
- Almacenados (2011), de David Desola.

## Premios
- Premios de la Unión de Actores al mejor actor secundario de televisión por su papel de Romerales en Farmacia de guardia en 1994.
- Nominado al premio de la Unión de Actores en la misma categoría en 1995.